# Liste der Autorenbeteiligungen und Produktionen von B-Case
Dies ist eine Übersicht über die Autorentätigkeiten (Musik/Text) und Musikproduktionen des deutschen Musikers, Komponisten, Liedtexters und Musikproduzenten B-Case, der auch an zahlreichen Produktionen unter seinem bürgerlichen Namen Matthias Zürkler mitwirkt. Zu berücksichtigen ist, dass Hitmedleys, Remixe, Liveaufnahmen oder Neuaufnahmen des gleichen Interpreten nicht aufgeführt werden.

## #
| Jahr | Titel         | Interpret   | Album                 | Autor                       | Produzent                   |
| ---- | ------------- | ----------- | --------------------- | --------------------------- | --------------------------- |
| 2020 | 6 Uhr         | Samra       | Jibrail & Iblis       | Grünes Häkchensymbol für ja | Grünes Häkchensymbol für ja |
| 2025 | 100% verliebt | Vanessa Mai | –                     | Grünes Häkchensymbol für ja | Grünes Häkchensymbol für ja |
| 2009 | 180 Grad      | Kollegah    | Zuhältertape Volume 3 |                             | Grünes Häkchensymbol für ja |

## A
| Jahr | Titel                               | Interpret             | Album                 | Autor                       | Produzent                   |
| ---- | ----------------------------------- | --------------------- | --------------------- | --------------------------- | --------------------------- |
| 2019 | Achterbahn                          | Helene Fischer        | Helene Fischer        | Grünes Häkchensymbol für ja |                             |
| 2016 | Ali war’s                           | Ali Bumaye            | Rumble in the Jungle  | Grünes Häkchensymbol für ja | Grünes Häkchensymbol für ja |
| 2017 | Almost Mine (feat. Charlotte OC)    | Wankelmut             | –                     | Grünes Häkchensymbol für ja |                             |
| 2016 | Alpha ist Imperium (feat. Kollegah) | Seyed                 | Engel mit der AK      |                             | Grünes Häkchensymbol für ja |
| 2009 | Angeberprollrap 2                   | Kollegah              | Zuhältertape Volume 3 |                             | Grünes Häkchensymbol für ja |
| 2017 | Anyway (feat. Mimoza)               | Tyron Hapi            | –                     | Grünes Häkchensymbol für ja |                             |
| 2016 | Apokalypse                          | Kollegah              | Hoodtape Volume 2     |                             | Grünes Häkchensymbol für ja |
| 2017 | Arm & reich                         | MC Bilal              | Alles zu seiner Zeit  |                             | Grünes Häkchensymbol für ja |
| 2015 | Asozialer Marokkaner                | Farid Bang            | Asphalt Massaka 3     | Grünes Häkchensymbol für ja | Grünes Häkchensymbol für ja |
| 2017 | Auch Lehrer machen mal Party        | Djorkaeff & Beatzarre | Fack ju Göhte 3       |                             | Grünes Häkchensymbol für ja |
| 2021 | Augenblick                          | Vanessa Mai           | Mai Tai               | Grünes Häkchensymbol für ja | Grünes Häkchensymbol für ja |
| 2025 | ADAC                                | SDP & Tream           | –                     | Grünes Häkchensymbol für ja | Grünes Häkchensymbol für ja |

## B
| Jahr | Titel                                           | Interpret  | Album                           | Autor                       | Produzent                   |
| ---- | ----------------------------------------------- | ---------- | ------------------------------- | --------------------------- | --------------------------- |
| 2021 | Berghainclub                                    | Farid Bang | X                               | Grünes Häkchensymbol für ja | Grünes Häkchensymbol für ja |
| 2016 | Bessere Welt Slut                               | Seyed      | Engel mit der AK                | Grünes Häkchensymbol für ja | Grünes Häkchensymbol für ja |
| 2013 | Big Spender (feat. Maury)                       | B-Case     | –                               | Grünes Häkchensymbol für ja | Grünes Häkchensymbol für ja |
| 2017 | Bis ans Ende dieser Welt (feat. Chris Cronauer) | Stereoact  | –                               | Grünes Häkchensymbol für ja | Grünes Häkchensymbol für ja |
| 2021 | Bitte Spitte X                                  | Farid Bang | X                               | Grünes Häkchensymbol für ja | Grünes Häkchensymbol für ja |
| 2015 | Bin (feat. Bushido)                             | Ali Bumaye | Fette Unterhaltung              |                             | Grünes Häkchensymbol für ja |
| 2015 | Boa Clan                                        | BTNG       | Gewachsen auf Beton             | Grünes Häkchensymbol für ja | Grünes Häkchensymbol für ja |
| 2016 | Brothers in Arms (feat. Nico Santos)            | Micar      | –                               | Grünes Häkchensymbol für ja | Grünes Häkchensymbol für ja |
| 2009 | Boshafte Weihnachten (feat. Sun Diego)          | Kollegah   | Hoodtape Volume 1 X-Mas Edition | Grünes Häkchensymbol für ja | Grünes Häkchensymbol für ja |
| 2017 | Burden Down                                     | Micar      | –                               | Grünes Häkchensymbol für ja | Grünes Häkchensymbol für ja |

## C
| Jahr | Titel                         | Interpret             | Album                 | Autor                       | Produzent                   |
| ---- | ----------------------------- | --------------------- | --------------------- | --------------------------- | --------------------------- |
| 2021 | Can’t Buy Love (feat. Baby E) | B-Case & Robin Schulz | –                     | Grünes Häkchensymbol für ja | Grünes Häkchensymbol für ja |
| 2015 | Chain Reaction                | Michaël Canitrot      | –                     | Grünes Häkchensymbol für ja | Grünes Häkchensymbol für ja |
| 2012 | Crown Club                    | RAF 3.0               | RAF 3.0               | Grünes Häkchensymbol für ja | Grünes Häkchensymbol für ja |
| 2015 | Cyber Crime                   | SDP                   | Zurück in die Zukunst | Grünes Häkchensymbol für ja | Grünes Häkchensymbol für ja |

## D
| Jahr | Titel                                | Interpret                                          | Album                        | Autor                       | Produzent                   |
| ---- | ------------------------------------ | -------------------------------------------------- | ---------------------------- | --------------------------- | --------------------------- |
| 2017 | Damdamdam                            | SDP                                                | Die bunte Seite der Macht    | Grünes Häkchensymbol für ja | Grünes Häkchensymbol für ja |
| 2018 | Déjate llevar (feat. Boni & Kelly)   | Juan Magán, Belinda, Manuel Turizo, Snova & B-Case | –                            | Grünes Häkchensymbol für ja | Grünes Häkchensymbol für ja |
| 2021 | Der Eine                             | Vanessa Mai                                        | Mai Tai                      | Grünes Häkchensymbol für ja | Grünes Häkchensymbol für ja |
| 2022 | Die Welt steht auf unserer Seite     | Chris Cronauer                                     | –                            | Grünes Häkchensymbol für ja | Grünes Häkchensymbol für ja |
| 2021 | Diese eine Liebe                     | Chris Cronauer                                     | –                            | Grünes Häkchensymbol für ja | Grünes Häkchensymbol für ja |
| 2018 | Drecksjob                            | Kollegah & Farid Bang                              | Jung, brutal, gutaussehend 3 | Grünes Häkchensymbol für ja | Grünes Häkchensymbol für ja |
| 2010 | Drogenfachchinesisch                 | Kollegah                                           | Hoodtape Volume 1            | Grünes Häkchensymbol für ja | Grünes Häkchensymbol für ja |
| 2018 | Du bist anders (feat. Ardian Bujupi) | Fard                                               | Habuubz, Volume 1            | Grünes Häkchensymbol für ja | Grünes Häkchensymbol für ja |
| 2021 | Du bist wundervoll                   | Chris Cronauer                                     | –                            | Grünes Häkchensymbol für ja | Grünes Häkchensymbol für ja |
| 2018 | Dschungel meines Lebens              | Fard                                               | Alter Ego II                 | Grünes Häkchensymbol für ja | Grünes Häkchensymbol für ja |
| 2025 | Die Nachbarin                        | Tream                                              | –                            | Grünes Häkchensymbol für ja | Grünes Häkchensymbol für ja |
| 2025 | Drago Augustino                      | Tream                                              | –                            |                             | Grünes Häkchensymbol für ja |

## E
| Jahr | Titel                  | Interpret           | Album                  | Autor                       | Produzent                   |
| ---- | ---------------------- | ------------------- | ---------------------- | --------------------------- | --------------------------- |
| 2010 | Ehre & Stolz           | Animus              | Die Stimme Der Stummen |                             | Grünes Häkchensymbol für ja |
| 2020 | Ein letztes Mal        | Vanessa Mai         | Für immer              | Grünes Häkchensymbol für ja | Grünes Häkchensymbol für ja |
| 2021 | Eine Sekunde           | Vanessa Mai         | Mai Tai                | Grünes Häkchensymbol für ja | Grünes Häkchensymbol für ja |
| 2018 | El mundo (de lattesso) | Mr. Da-Nos          | –                      | Grünes Häkchensymbol für ja | Grünes Häkchensymbol für ja |
| 2011 | Endlich Helden         | Fard                | Invictus               | Grünes Häkchensymbol für ja | Grünes Häkchensymbol für ja |
| 2009 | Endlösung              | Kollegah            | Zuhältertape Volume 3  |                             | Grünes Häkchensymbol für ja |
| 2018 | Escondidos             | Juan Magán & B-Case | –                      | Grünes Häkchensymbol für ja | Grünes Häkchensymbol für ja |
| 2015 | Exklusiv & auf Deutsch | Fard                | Ego                    | Grünes Häkchensymbol für ja | Grünes Häkchensymbol für ja |

## F
| Jahr | Titel                                                    | Interpret             | Album              | Autor                       | Produzent                   |
| ---- | -------------------------------------------------------- | --------------------- | ------------------ | --------------------------- | --------------------------- |
| 2017 | Fack Ju Göhte (2k17 Remix) (feat. Djorkaeff & Beatzarre) | B-Case                | Fack ju Göhte 3    |                             | Grünes Häkchensymbol für ja |
| 2011 | Falsches Spiel                                           | Fard                  | Invictus           | Grünes Häkchensymbol für ja | Grünes Häkchensymbol für ja |
| 2013 | Feel It (feat. Nico Santos & Tony T.)                    | B-Case & Jack Holiday | –                  | Grünes Häkchensymbol für ja | Grünes Häkchensymbol für ja |
| 2016 | Find You (feat. Jake Reese)                              | Topic                 | –                  | Grünes Häkchensymbol für ja |                             |
| 2015 | Follow Your Dreams (feat. Kollegah)                      | Mr. Da-Nos            | Red 2K15           | Grünes Häkchensymbol für ja | Grünes Häkchensymbol für ja |
| 2021 | Fort von hier                                            | Vanessa Mai           | Mai Tai            | Grünes Häkchensymbol für ja | Grünes Häkchensymbol für ja |
| 2015 | Friends (feat. B-Case & Nico Santos)                     | Starjack              | –                  | Grünes Häkchensymbol für ja | Grünes Häkchensymbol für ja |
| 2017 | Für immer und immer                                      | Prinz Pi              | Nichts war umsonst | Grünes Häkchensymbol für ja | Grünes Häkchensymbol für ja |

## G
| Jahr | Titel                       | Interpret      | Album                | Autor                       | Produzent                   |
| ---- | --------------------------- | -------------- | -------------------- | --------------------------- | --------------------------- |
| 2009 | G’s sterben jung            | Kollegah       | Chronik II           |                             | Grünes Häkchensymbol für ja |
| 2021 | Geb nicht auf               | Vanessa Mai    | Mai Tai              | Grünes Häkchensymbol für ja | Grünes Häkchensymbol für ja |
| 2015 | Genozid                     | Kollegah       | Zuhältertape Vol. 4  |                             | Grünes Häkchensymbol für ja |
| 2021 | Get Rich Die Tryin’         | Farid Bang     | X                    | Grünes Häkchensymbol für ja | Grünes Häkchensymbol für ja |
| 2015 | Gewachsen auf Betong        | BTNG           | Gewachsen auf Beton  | Grünes Häkchensymbol für ja | Grünes Häkchensymbol für ja |
| 2018 | Goin’ Up                    | Mario Novembre | Stay                 | Grünes Häkchensymbol für ja |                             |
| 2015 | Gottes Werk Teufels Beitrag | Fard           | Ego                  | Grünes Häkchensymbol für ja | Grünes Häkchensymbol für ja |
| 2016 | Grossenklang (feat. Kurdo)  | Ali Bumaye     | Rumble in the Jungle | Grünes Häkchensymbol für ja | Grünes Häkchensymbol für ja |

## H
| Jahr | Titel                                          | Interpret               | Album              | Autor                       | Produzent                   |
| ---- | ---------------------------------------------- | ----------------------- | ------------------ | --------------------------- | --------------------------- |
| 2012 | Herzrasen                                      | Summer Cem              | Sucuk & Champagner | Grünes Häkchensymbol für ja | Grünes Häkchensymbol für ja |
| 2020 | Highlight                                      | Vanessa Mai             | Für immer          | Grünes Häkchensymbol für ja | Grünes Häkchensymbol für ja |
| 2020 | Highlight (Ti si moja snaga)                   | Vanessa Mai             | –                  |                             | Grünes Häkchensymbol für ja |
| 2020 | Du bist mein Highlight (No puedo estar sin ti) | Vanessa Mai & Lérica    | –                  | Grünes Häkchensymbol für ja | Grünes Häkchensymbol für ja |
| 2024 | Himbeerrot (One Kiss)                          | Vanessa Mai             | –                  | Grünes Häkchensymbol für ja | Grünes Häkchensymbol für ja |
| 2015 | Holding On (feat. Nico Santos)                 | Mr. Da-Nos              | Red 2K15           | Grünes Häkchensymbol für ja | Grünes Häkchensymbol für ja |
| 2015 | Home (feat. Nico Santos)                       | Topic                   | Miles              | Grünes Häkchensymbol für ja |                             |
| 2015 | House Party (feat. B-Case & U-Jean)            | DJ Antoine vs. Mad Mark | Sky Is the Limit   | Grünes Häkchensymbol für ja |                             |

## I
| Jahr | Titel                                | Interpret             | Album                        | Autor                       | Produzent                   |
| ---- | ------------------------------------ | --------------------- | ---------------------------- | --------------------------- | --------------------------- |
| 2017 | I Keep Calling (feat. Björn Dixgård) | Wankelmut             | –                            | Grünes Häkchensymbol für ja | Grünes Häkchensymbol für ja |
| 2021 | Ibiza                                | Stereoact             | –                            |                             | Grünes Häkchensymbol für ja |
| 2020 | Ich weiß nicht mal wie sie heißt     | Capital Bra & Bozza   | CB7                          | Grünes Häkchensymbol für ja |                             |
| 2015 | Ich will noch nicht nach Haus        | SDP feat. Trailerpark | Zurück in die Zukunst        | Grünes Häkchensymbol für ja | Grünes Häkchensymbol für ja |
| 2018 | Ich will vergessen                   | Fard                  | Alter Ego II                 | Grünes Häkchensymbol für ja | Grünes Häkchensymbol für ja |
| 2018 | Idiota                               | Juan Magán            | –                            | Grünes Häkchensymbol für ja | Grünes Häkchensymbol für ja |
| 2009 | Intro                                | Kollegah              | Zuhältertape Volume 3        |                             | Grünes Häkchensymbol für ja |
| 2011 | Intro                                | Farid Bang            | Banger leben kürzer          | Grünes Häkchensymbol für ja | Grünes Häkchensymbol für ja |
| 2012 | Intro                                | Farid Bang            | Der letzte Tag deines Lebens | Grünes Häkchensymbol für ja | Grünes Häkchensymbol für ja |
| 2015 | Intro                                | BTNG                  | Gewachsen auf Beton          | Grünes Häkchensymbol für ja | Grünes Häkchensymbol für ja |
| 2010 | Iran Azadi                           | Animus                | Die Stimme Der Stummen       |                             | Grünes Häkchensymbol für ja |

## J
| Jahr | Titel              | Interpret                   | Album                  | Autor                       | Produzent                   |
| ---- | ------------------ | --------------------------- | ---------------------- | --------------------------- | --------------------------- |
| 2019 | Ja Nein Vielleicht | Stereoact feat. Vanessa Mai | Für immer              | Grünes Häkchensymbol für ja | Grünes Häkchensymbol für ja |
| 2014 | JFK                | Shindy                      | Fuck Bitches Get Money | Grünes Häkchensymbol für ja | Grünes Häkchensymbol für ja |

## K
| Jahr | Titel                                | Interpret           | Album                  | Autor                       | Produzent                   |
| ---- | ------------------------------------ | ------------------- | ---------------------- | --------------------------- | --------------------------- |
| 2015 | Käfigtiger                           | BTNG                | Gewachsen auf Beton    | Grünes Häkchensymbol für ja | Grünes Häkchensymbol für ja |
| 2019 | Kalt Bruder                          | Capital Bra & Samra | Berlin lebt 2          | Grünes Häkchensymbol für ja | Grünes Häkchensymbol für ja |
| 2021 | Kampfsport                           | Farid Bang          | Asozialer Marokkaner   | Grünes Häkchensymbol für ja | Grünes Häkchensymbol für ja |
| 2010 | Kehr vor deiner eigenen Tür          | Animus              | Die Stimme Der Stummen |                             | Grünes Häkchensymbol für ja |
| 2010 | Keine Tränen                         | Animus              | Die Stimme Der Stummen |                             | Grünes Häkchensymbol für ja |
| 2015 | Kevlar                               | BTNG                | Gewachsen auf Beton    | Grünes Häkchensymbol für ja | Grünes Häkchensymbol für ja |
| 2021 | Kill the Fire (feat. The Leonard)    | Robin Schulz        | IIII                   | Grünes Häkchensymbol für ja |                             |
| 2016 | Kimbo Slice (feat. Bushido & Shindy) | Ali Bumaye          | Rumble in the Jungle   | Grünes Häkchensymbol für ja | Grünes Häkchensymbol für ja |
| 2015 | Klopf Klopf                          | SDP                 | Zurück in die Zukunst  | Grünes Häkchensymbol für ja |                             |
| 2020 | Komm komm                            | Capital Bra         | CB7                    | Grünes Häkchensymbol für ja | Grünes Häkchensymbol für ja |

## L
| Jahr | Titel                             | Interpret             | Album           | Autor                       | Produzent                   |
| ---- | --------------------------------- | --------------------- | --------------- | --------------------------- | --------------------------- |
| 2018 | Le encanta                        | Juan Magán & B-Case   | –               | Grünes Häkchensymbol für ja | Grünes Häkchensymbol für ja |
| 2020 | Leben zu schnell                  | Azet & Albi           | Fast Life 2     | Grünes Häkchensymbol für ja | Grünes Häkchensymbol für ja |
| 2021 | Leichter                          | Vanessa Mai           | Mai Tai         | Grünes Häkchensymbol für ja | Grünes Häkchensymbol für ja |
| 2017 | Lessons (feat. Nico Santos)       | Moguai & Younotus     | –               | Grünes Häkchensymbol für ja |                             |
| 2017 | Let’s Visit Your Mom              | Djorkaeff & Beatzarre | Fack ju Göhte 3 | Grünes Häkchensymbol für ja | Grünes Häkchensymbol für ja |
| 2021 | Leuchtfeuer                       | Estefania             | –               | Grünes Häkchensymbol für ja | Grünes Häkchensymbol für ja |
| 2017 | Leuchtturm (feat. Chris Cronauer) | Gestört aber geil     | Zwei            | Grünes Häkchensymbol für ja | Grünes Häkchensymbol für ja |
| 2017 | Lieblingsarchitekt                | Gestört aber geil     | Zwei            | Grünes Häkchensymbol für ja | Grünes Häkchensymbol für ja |
| 2024 | Lobby                             | Vanessa Mai           | –               | Grünes Häkchensymbol für ja | Grünes Häkchensymbol für ja |
| 2014 | Lucky L (feat. Nico Santos)       | B-Case                | –               | Grünes Häkchensymbol für ja | Grünes Häkchensymbol für ja |

## M
| Jahr | Titel                          | Interpret      | Album             | Autor                       | Produzent                   |
| ---- | ------------------------------ | -------------- | ----------------- | --------------------------- | --------------------------- |
| 2018 | Macht nichts                   | Fard           | Habuubz, Volume 1 | Grünes Häkchensymbol für ja | Grünes Häkchensymbol für ja |
| 2021 | Mai Tai                        | Vanessa Mai    | Mai Tai           | Grünes Häkchensymbol für ja | Grünes Häkchensymbol für ja |
| 2020 | Maisterwerk                    | Vanessa Mai    | Für immer         | Grünes Häkchensymbol für ja | Grünes Häkchensymbol für ja |
| 2020 | Makarov Komplex II             | Capital Bra    | CB7               | Grünes Häkchensymbol für ja | Grünes Häkchensymbol für ja |
| 2014 | Manjana                        | Babou          | –                 | Grünes Häkchensymbol für ja | Grünes Häkchensymbol für ja |
| 2021 | Medical Detectives             | Farid Bang     | X                 | Grünes Häkchensymbol für ja | Grünes Häkchensymbol für ja |
| 2020 | Mega                           | Chris Cronauer | –                 | Grünes Häkchensymbol für ja | Grünes Häkchensymbol für ja |
| 2020 | Mei des basst scho             | Chris Cronauer | –                 | Grünes Häkchensymbol für ja | Grünes Häkchensymbol für ja |
| 2020 | Mein Herz schlägt Schlager 2.0 | Vanessa Mai    | Für immer         | Grünes Häkchensymbol für ja | Grünes Häkchensymbol für ja |
| 2022 | Melatonin                      | Vanessa Mai    | –                 | Grünes Häkchensymbol für ja | Grünes Häkchensymbol für ja |
| 2020 | Millionen Schätze              | Stereoact      | 100%              | Grünes Häkchensymbol für ja | Grünes Häkchensymbol für ja |
| 2021 | Mitternacht (feat. Fourty)     | Vanessa Mai    | Mai Tai           | Grünes Häkchensymbol für ja | Grünes Häkchensymbol für ja |
| 2021 | Morgenlicht                    | Vanessa Mai    | Mai Tai           | Grünes Häkchensymbol für ja | Grünes Häkchensymbol für ja |
| 2016 | MP5                            | Seyed          | Engel mit der AK  | Grünes Häkchensymbol für ja | Grünes Häkchensymbol für ja |

## N
| Jahr | Titel                                   | Interpret      | Album                | Autor                       | Produzent                   |
| ---- | --------------------------------------- | -------------- | -------------------- | --------------------------- | --------------------------- |
| 2016 | Nach oben (feat. Jasko & Al-Gear)       | Farid Bang     | Blut                 | Grünes Häkchensymbol für ja | Grünes Häkchensymbol für ja |
| 2011 | Neureiche Wichser (NRW)                 | Farid Bang     | Banger leben kürzer  | Grünes Häkchensymbol für ja | Grünes Häkchensymbol für ja |
| 2019 | Never Be Down                           | Michael Rush   | –                    | Grünes Häkchensymbol für ja | Grünes Häkchensymbol für ja |
| 2015 | Nicht schon wieder Autotune             | Farid Bang     | Asphalt Massaka 3    | Grünes Häkchensymbol für ja | Grünes Häkchensymbol für ja |
| 2019 | Nicht allein sein (feat. Vincent Gross) | Stereoact      | –                    | Grünes Häkchensymbol für ja | Grünes Häkchensymbol für ja |
| 2021 | Nichts auf der Welt                     | Helene Fischer | Rausch               | Grünes Häkchensymbol für ja | Grünes Häkchensymbol für ja |
| 2018 | Nokia 3210                              | Fard           | Alter Ego II         | Grünes Häkchensymbol für ja | Grünes Häkchensymbol für ja |
| 2016 | Nummer eins (feat. Chris Cronauer)      | Stereoact      | –                    | Grünes Häkchensymbol für ja | Grünes Häkchensymbol für ja |
| 2017 | Nummer 1                                | Wim Soutaer    | Verbonden            | Grünes Häkchensymbol für ja |                             |
| 2017 | Nummer eins                             | MC Bilal       | Alles zu seiner Zeit | Grünes Häkchensymbol für ja | Grünes Häkchensymbol für ja |

## O
| Jahr | Titel                                                      | Interpret               | Album            | Autor                       | Produzent                   |
| ---- | ---------------------------------------------------------- | ----------------------- | ---------------- | --------------------------- | --------------------------- |
| 2017 | Ohlala (feat. Akay)                                        | Mr. Da-Nos              | –                | Grünes Häkchensymbol für ja | Grünes Häkchensymbol für ja |
| 2013 | On Top of the World (feat. B-Case, Nick McCord & Joey Moe) | DJ Antoine vs. Mad Mark | Sky Is the Limit | Grünes Häkchensymbol für ja |                             |
| 2018 | One Puff (feat. Iyaz, Jowell & Randy)                      | B-Case                  | –                | Grünes Häkchensymbol für ja | Grünes Häkchensymbol für ja |
| 2018 | One Way Ticket (feat. B-Case & Ellee Duke)                 | SJUR                    | –                | Grünes Häkchensymbol für ja | Grünes Häkchensymbol für ja |
| 2011 | Original Kurdy (feat. Haftbefehl)                          | Bero Bass               | Gangstafilm      |                             | Grünes Häkchensymbol für ja |

## P
| Jahr | Titel                                  | Interpret               | Album                | Autor                       | Produzent                   |
| ---- | -------------------------------------- | ----------------------- | -------------------- | --------------------------- | --------------------------- |
| 2016 | Palestine (feat. Kurdo)                | Ali Bumaye              | Rumble in the Jungle | Grünes Häkchensymbol für ja | Grünes Häkchensymbol für ja |
| 2015 | Perfect Day (feat. B-Case & Shontelle) | DJ Antoine vs. Mad Mark | Sky Is the Limit     | Grünes Häkchensymbol für ja |                             |
| 2010 | Peter Pan                              | Fard                    | Alter Ego            |                             | Grünes Häkchensymbol für ja |
| 2018 | Peter Pan 2                            | Fard                    | Alter Ego II         | Grünes Häkchensymbol für ja | Grünes Häkchensymbol für ja |
| 2015 | Promisedland                           | Omi                     | Me 4 U               | Grünes Häkchensymbol für ja |                             |
| 2019 | Purple Rain (feat. Santos)             | Capital Bra & Samra     | Berlin lebt 2        | Grünes Häkchensymbol für ja | Grünes Häkchensymbol für ja |

## R
| Jahr | Titel                                         | Interpret         | Album                 | Autor                       | Produzent                   |
| ---- | --------------------------------------------- | ----------------- | --------------------- | --------------------------- | --------------------------- |
| 2016 | Rap oder Einzelhaft                           | Seyed             | Engel mit der AK      | Grünes Häkchensymbol für ja | Grünes Häkchensymbol für ja |
| 2017 | Rapflows, Cashflows                           | Kollegah          | Legacy                | Grünes Häkchensymbol für ja | Grünes Häkchensymbol für ja |
| 2017 | Rápido, brusco, violento (feat. Boni & Kelly) | Juan Magán        | –                     | Grünes Häkchensymbol für ja | Grünes Häkchensymbol für ja |
| 2018 | Rapper ficken                                 | Fard              | Alter Ego II          | Grünes Häkchensymbol für ja | Grünes Häkchensymbol für ja |
| 2021 | Rausch                                        | Helene Fischer    | Rausch                | Grünes Häkchensymbol für ja | Grünes Häkchensymbol für ja |
| 2015 | Real Love (feat. Nico Santos)                 | Mr. Da-Nos        | Red 2K15              | Grünes Häkchensymbol für ja | Grünes Häkchensymbol für ja |
| 2016 | Real Madrid (feat. Majoe)                     | Farid Bang        | Blut                  |                             | Grünes Häkchensymbol für ja |
| 2017 | Repeat (feat. Benne)                          | Gestört aber geil | Zwei                  | Grünes Häkchensymbol für ja | Grünes Häkchensymbol für ja |
| 2009 | Rotlichtmassaker (feat. Sun Diego)            | Kollegah          | Zuhältertape Volume 3 |                             | Grünes Häkchensymbol für ja |
| 2016 | Russlandconnection                            | Kollegah          | Hoodtape Volume 2     | Grünes Häkchensymbol für ja | Grünes Häkchensymbol für ja |

## S
| Jahr | Titel                                       | Interpret   | Album                | Autor                       | Produzent                   |
| ---- | ------------------------------------------- | ----------- | -------------------- | --------------------------- | --------------------------- |
| 2021 | Safe du                                     | Vanessa Mai | Mai Tai              | Grünes Häkchensymbol für ja | Grünes Häkchensymbol für ja |
| 2015 | Schattenbruder                              | BTNG        | Gewachsen auf Beton  | Grünes Häkchensymbol für ja | Grünes Häkchensymbol für ja |
| 2016 | Schlangen (feat. Kollegah & Farid Bang)     | Seyed       | Engel mit der AK     | Grünes Häkchensymbol für ja | Grünes Häkchensymbol für ja |
| 2018 | Schnaps, Pillen & Paranoia                  | Fard        | Habuubz, Volume 1    | Grünes Häkchensymbol für ja | Grünes Häkchensymbol für ja |
| 2024 | Schneemann                                  | Vanessa Mai | –                    |                             | Grünes Häkchensymbol für ja |
| 2018 | Secrets                                     | Micar       | –                    |                             | Grünes Häkchensymbol für ja |
| 2016 | Sex ohne Grund (feat. Shindy & Nico Santos) | Ali Bumaye  | Rumble in the Jungle | Grünes Häkchensymbol für ja | Grünes Häkchensymbol für ja |
| 2013 | Show Me Your Duckface Bitch                 | B-Case      | –                    | Grünes Häkchensymbol für ja | Grünes Häkchensymbol für ja |
| 2015 | Sicherheitskontrolle Beat                   | B-Case      | Fack ju Göhte 2      | Grünes Häkchensymbol für ja | Grünes Häkchensymbol für ja |
| 2015 | So War Das                                  | Sido        | VI                   | Grünes Häkchensymbol für ja | Grünes Häkchensymbol für ja |
| 2020 | Sommerwind                                  | Vanessa Mai | Mai Tai              | Grünes Häkchensymbol für ja | Grünes Häkchensymbol für ja |
| 2025 | Sorry Sorry                                 | Vanessa Mai | –                    | Grünes Häkchensymbol für ja | Grünes Häkchensymbol für ja |
| 2016 | Statements (feat. Bushido)                  | Shindy      | Dreams               |                             | Grünes Häkchensymbol für ja |
| 2014 | Supernova                                   | Babou       | –                    | Grünes Häkchensymbol für ja | Grünes Häkchensymbol für ja |
| 2014 | Symphony (feat. Nico Santos)                | Nico Santos | –                    | Grünes Häkchensymbol für ja | Grünes Häkchensymbol für ja |

## T
| Jahr | Titel                  | Interpret             | Album                    | Autor                       | Produzent                   |
| ---- | ---------------------- | --------------------- | ------------------------ | --------------------------- | --------------------------- |
| 2017 | Tagebuch               | Stereoact             | Lockermachen durchfedern | Grünes Häkchensymbol für ja | Grünes Häkchensymbol für ja |
| 2017 | Teufel                 | MC Bilal              | Alles zu seiner Zeit     | Grünes Häkchensymbol für ja | Grünes Häkchensymbol für ja |
| 2015 | The One                | Aneta Sablik          | The One                  | Grünes Häkchensymbol für ja | Grünes Häkchensymbol für ja |
| 2018 | This Is Life           | Mr. Da-Nos            | –                        | Grünes Häkchensymbol für ja | Grünes Häkchensymbol für ja |
| 2015 | Thunder (feat. Mimoza) | Starjack              | –                        | Grünes Häkchensymbol für ja | Grünes Häkchensymbol für ja |
| 2015 | This Time It’s My Life | Micar                 | –                        |                             | Grünes Häkchensymbol für ja |
| 2017 | Trailer Beat           | Djorkaeff & Beatzarre | Fack ju Göhte 3          | Grünes Häkchensymbol für ja | Grünes Häkchensymbol für ja |

## U
| Jahr | Titel               | Interpret                   | Album             | Autor                       | Produzent                   |
| ---- | ------------------- | --------------------------- | ----------------- | --------------------------- | --------------------------- |
| 2018 | Üff Üff             | Fard                        | Habuubz, Volume 1 | Grünes Häkchensymbol für ja | Grünes Häkchensymbol für ja |
| 2017 | Unique (feat. Akay) | Mr. Da-Nos                  | –                 | Grünes Häkchensymbol für ja | Grünes Häkchensymbol für ja |
| 2015 | Upside Down         | B-Case                      | –                 | Grünes Häkchensymbol für ja | Grünes Häkchensymbol für ja |
| 2018 | Usted               | Juan Magán & Mala Rodríguez | –                 | Grünes Häkchensymbol für ja | Grünes Häkchensymbol für ja |

## V
| Jahr | Titel                              | Interpret                       | Album                       | Autor                       | Produzent                   |
| ---- | ---------------------------------- | ------------------------------- | --------------------------- | --------------------------- | --------------------------- |
| 2015 | V12                                | BTNG                            | Gewachsen auf Beton         | Grünes Häkchensymbol für ja | Grünes Häkchensymbol für ja |
| 2021 | Vamos a marte                      | Helene Fischer feat. Luis Fonsi | Rausch                      | Grünes Häkchensymbol für ja | Grünes Häkchensymbol für ja |
| 2019 | Venedig (Love is in the Air)       | Vanessa Mai                     | Mai Tai                     | Grünes Häkchensymbol für ja | Grünes Häkchensymbol für ja |
| 2018 | Veneno                             | Alvaro Soler                    | Mar de Colores              |                             | Grünes Häkchensymbol für ja |
| 2018 | Viagra                             | Fard                            | Alter Ego II                | Grünes Häkchensymbol für ja | Grünes Häkchensymbol für ja |
| 2020 | Virus (feat. SDP)                  | Capital Bra                     | CB7                         | Grünes Häkchensymbol für ja | Grünes Häkchensymbol für ja |
| 2019 | Viva la Dealer (feat. Capital Bra) | SDP                             | Die Unendlichste Geschichte | Grünes Häkchensymbol für ja | Grünes Häkchensymbol für ja |
| 2025 | Von London nach New York           | Vanessa Mai                     | –                           | Grünes Häkchensymbol für ja | Grünes Häkchensymbol für ja |

## W
| Jahr | Titel                                    | Interpret      | Album                        | Autor                       | Produzent                   |
| ---- | ---------------------------------------- | -------------- | ---------------------------- | --------------------------- | --------------------------- |
| 2012 | Weißer Krieger                           | Farid Bang     | Der letzte Tag deines Lebens |                             | Grünes Häkchensymbol für ja |
| 2017 | Weißt du, dicker                         | Ali Bumaye     | Rumble in the Jungle         | Grünes Häkchensymbol für ja | Grünes Häkchensymbol für ja |
| 2011 | Willkommen auf der Kö                    | Farid Bang     | Banger leben kürzer          | Grünes Häkchensymbol für ja | Grünes Häkchensymbol für ja |
| 2016 | Wir bangen um die Szene (feat. Kollegah) | Seyed          | Engel mit der AK             | Grünes Häkchensymbol für ja | Grünes Häkchensymbol für ja |
| 2016 | Wir heben ab                             | Paul Janke     | –                            | Grünes Häkchensymbol für ja | Grünes Häkchensymbol für ja |
| 2021 | Wunden                                   | Helene Fischer | Rausch                       | Grünes Häkchensymbol für ja | Grünes Häkchensymbol für ja |
| 2018 | Wunschkonzert (feat. Sarah)              | Stereoact      | –                            | Grünes Häkchensymbol für ja | Grünes Häkchensymbol für ja |

## Y
| Jahr | Titel                              | Interpret               | Album            | Autor                       | Produzent |
| ---- | ---------------------------------- | ----------------------- | ---------------- | --------------------------- | --------- |
| 2013 | You and Me (feat. B-Case & U-Jean) | DJ Antoine vs. Mad Mark | Sky Is the Limit | Grünes Häkchensymbol für ja |           |

## Z
| Jahr | Titel            | Interpret      | Album               | Autor                       | Produzent                   |
| ---- | ---------------- | -------------- | ------------------- | --------------------------- | --------------------------- |
| 2021 | Zeit             | Helene Fischer | Rausch              | Grünes Häkchensymbol für ja | Grünes Häkchensymbol für ja |
| 2015 | Zu viel erlebt   | BTNG           | Gewachsen auf Beton | Grünes Häkchensymbol für ja | Grünes Häkchensymbol für ja |
| 2020 | Zusammen mit dir | Vanessa Mai    | Für immer           | Grünes Häkchensymbol für ja | Grünes Häkchensymbol für ja |